# Maria Seidenschwann
Maria Seidenschwann (* 26. November 1943 in Regensburg) ist eine deutsche Malerin, Grafikerin, Bildhauerin und Installationskünstlerin.

## Leben
Seidenschwann studierte von 1969 bis 1973 an der Graphischen Akademie München bei Herbert Stelzer. Es folgte ein Lehramtstudium für Kunsterziehung an der dortigen Ludwig-Maximilians-Universität von 1974 bis 1978, ebenfalls in München. Seit 1978 arbeitet sie als freie Künstlerin.
Ihre Werke stellte sie in der Galerie am Theater in Fürth, in der Jesuitenkirche in Aschaffenburg, im Oberpfälzer Künstlerhaus „Kebbel Villa“ in Schwandorf, in der Art Gallery Sotos im griechischen Thessaloniki, in der St.-Anna-Kapelle Passau, im Salzstadel in Regensburg und im Borey Art Centre/Galereya borey in Sankt Petersburg aus. Seit 1996 nahm sie auch mehrfach an der Großen Ostbayerischen Kunstausstellung (GOK) des BBK Niederbayern/Oberpfalz teil.
Werke von ihr befinden sich in den Sammlungen der Bayerischen Staatsgemäldesammlungen in München, der Universität Regensburg, der OBAG, der Museen der Stadt Regensburg und der Regierung der Oberpfalz.

## Ausstellungskataloge
- Joachim Merk: Maria Seidenschwann: Malerei. Bergbau- und Industriemuseum Ostbayern (Hrsg.), Kümmersbruck 1985.
- Herbert Schneidler (Bearb.): Maria Seidenschwann: Malerei und Objekte 1986–1988. Städtische Galerie Leerer Beutel (Hg.), Regensburg 1988.
- Seidenschwann und Eckert: Position R. Städtische Galerie Leerer Beutel (Hg.), Regensburg 2012.

## Auszeichnungen
- 1987: Kulturförderpreis der Stadt Regensburg
- 1992: Kulturförderpreis Ostbayern, OBAG